# Festival Lumière
Das Festival Lumière, auch Grand Lyon Film Festival genannt, ist ein Filmfestival, das vom Institut Lumière und der Métropole Lyon (ehemals Grand Lyon) organisiert wird. Es findet seit seiner Gründung im Jahr 2009 jedes Jahr im Oktober statt.
Das Festival beginnt jedes Jahr mit einem Eröffnungsgala in der Halle Tony Garnier und wird an zahlreichen Veranstaltungsorten in der Metropole fortgesetzt. Ab 2010 gab es zusätzlich zu den großen Sitzungen wie dem Eröffnungs- und Abschlussabend und der Verleihung des Lumière-Preises die Kindersitzung und die Kinonacht. Seit der Ausdehnung auf neun Tage im Jahr 2016 beginnt das Festival am Morgen vor der offiziellen Eröffnung und findet nur ganztägig im Institut Lumière statt. - Die Abschlusssitzung findet am Sonntagnachmittag in der Halle Tony-Garnier statt.
Das Programm, das sich hauptsächlich auf das klassische Kino konzentriert, bietet zahlreiche Retrospektiven alter und auch restaurierter Filme an. Das Festival bietet auch die Gelegenheit, ein Remake des ersten Films der Geschichte zu zeigen: Arbeiter verlassen die Lumière-Werke. Im Jahr 2013 war es Quentin Tarantino, der es in Zusammenarbeit mit anderen Künstlern produzierte. Im Jahr 2014 entstanden drei Remakes: eines von Pedro Almodóvar, eines von Paolo Sorrentino und insbesondere eines von Xavier Dolan.
Seit 2010 organisiert das Festival in der Halle Tony Garnier einen Kinoabend zu einem bestimmten Thema mit der Vorführung von drei, vier oder fünf Filmen, je nach Länge; diese Veranstaltung zieht 3000 bis 5000 Zuschauer an.
Seit 2013 veranstaltet das Festival den „Marché du film classique“. Wie der Cannes Film Market während der Filmfestspiele von Cannes oder der Kurzfilmmarkt während der Internationalen Kurzfilmfestspiele von Clermont-Ferrand richtet sich dieser Markt an Fachleute.

## Die Preise
Der Prix Lumière, der einen außergewöhnlichen Beitrag zur Geschichte des Kinos hervorhebt, wird seit der fünften Ausgabe am Ende der Woche, jeweils freitags, an eine Kinopersönlichkeit für sein Lebenswerk verliehen.
Seit 2011 zeichnet der Preis Raymond Chirat eine Persönlichkeit aus, die sich für die Bewahrung und Weitergabe der Erinnerung an das Kino einsetzt.
Als Hommage an den Historiker, Filmkritiker und einen der Gründer des Institut Lumière (Organisator des Festivals) zeichnet der Preis Bernard Chardère seit 2012 einen Kritiker und Autor sowie eine bemerkenswerte Persönlichkeit des Kinos aus.
Der 2016 ins Leben gerufene Prix Fabienne Vonier ist „Frauen im Kino“ gewidmet.

## Veranstaltungsorte
Das Festival Lumière findet an vielen Orten im Großraum Lyon statt und ist für jedes Publikum zugänglich.
Die Veranstaltungen finden an verschiedenen Orten statt:
- Sondervorführungen, wie die Eröffnungs- und Abschlussvorführungen, in der Halle Tony Garnier
- Die Preisverleihung findet im Amphitheater, Saal 3000
- Andere Veranstaltungen, oft begleitet von einem Pianisten oder Orchester, im Auditorium von Lyon

Treffen mit Festivalgästen werden im Theater Comédie Odéon organisiert. Der Empfang der Lumière-Preisträger findet im Théâtre des Célestins statt.
Die Filme, die von einer mit dem Kino verbundenen Persönlichkeit oder einem Mitarbeiter des Institut-Lumière präsentiert werden, werden je nach vermutetem Besuch in 40 bis 60 Kinosälen gezeigt. Auch in Krankenhäusern, Kliniken und Gefängnissen finden Vorführungen statt.
Während des Festivals wird im Park des Institut-Lumière ein Marktdorf aufgebaut, wo Eintrittskarten, DVDs und Bücher verkauft werden. Es gibt eine Bar und ein Restaurant, eine Bühne für Konzerte und in manchen Jahren einen Raum für Radioübertragungen.
In verschiedenen Galerien der Stadt werden Fotoausstellungen zum Thema Kino organisiert.